# З/Л/О (франшиза)
«З/Л/О» (англ. «V/H/S») — американская антология ужасов, выходящая с 2012 года и включающая в себя семь основных фильмов в жанре найденной плёнки, два спин-оффа и один мини-сериал. Созданный на основе оригинальной идеи Брэда Миски, сюжет вращается вокруг ряда тревожных видеокассет VHS, которые обнаруживаются невинными зрителями, и собственнического влияния видео на тех, кто их видит. Реализованные в сотрудничестве с различными режиссёрами и разными актёрами, части в основном являются автономными по своей природе, хотя повторяющиеся элементы указывают на одного и того же вымышленного злодея как на источник для всех его видео.
Оригинальный фильм, «З/Л/О», получил смешанные отзывы, но был похвален за реализацию найденной киноплёнки и разнообразные истории, а также имел финансовый успех. Следующие два фильма франшизы были встречены смешанными или в целом отрицательными отзывами и не были такими финансово успешными, как первый. Хотя второй фильм, «З/Л/О 2», имел успех у кинокритиков, он не заработал столько же в прокате, как его предшественник. Третья часть, «З/Л/О: Новый вирус», была в целом негативно принята критиками, и собрала даже меньше в прокате, чем предыдущий фильм. Начиная с четвёртого фильма, критический приём заметно улучшился. «З/Л/О 94» получил самые положительные отзывы франшизы. Пятый фильм, «З/Л/О 99», получил более низкие, но в целом положительные оценки. Шестой фильм, «З/Л/О 85», получил в целом положительные отзывы. Седьмой фильм, «З/Л/О: Вне предела», также получил в целом положительные отзывы. 
Первый спин-офф фильм, «Сирена», служит продолжением одного из сегментов первого фильма. Он был встречен общим положительным критиками. Выпущенный Snapchat мини-сериал под названием «З/Л/О: Сериал» получил похвалу за свой короткометражный формат и расширение франшизы на новые медиа. Второй спин-офф фильм, «Детки против пришельцев», также служил продолжением одного из сегментов второго фильма. Он был встречен неоднозначно.

## Фильмы
| Фильм                   | Дата выхода в США  | Сегмент                                                        | Директор(а)                                                             | Сценарист(ы)                                                            | Рассказ от                                                              | Концепция от               | Производитель(и) |
| Основная серия          | Основная серия     | Основная серия                                                 | Основная серия                                                          | Основная серия                                                          | Основная серия                                                          | Основная серия             | Основная серия |
| ----------------------- | ------------------ | -------------------------------------------------------------- | ----------------------------------------------------------------------- | ----------------------------------------------------------------------- | ----------------------------------------------------------------------- | -------------------------- | --- |
| З/Л/О                   | 5 октября 2012 г.  | Лента 56                                                       | Адам Вингард                                                            | Саймон Барретт                                                          | Саймон Барретт                                                          | Брэд Миска                 | Брэд Миска, Гэри Бинкоу, Роксанна Бенджамин , Саймон Барретт и Ким Шерман                                                                                 |
| З/Л/О                   | 5 октября 2012 г.  | Ночь любителей                                                 | Дэвид Брукнер                                                           | Дэвид Брукнер и Николас Текоски                                         | Дэвид Брукнер и Николас Текоски                                         | Брэд Миска                 | Брэд Миска, Гэри Бинкоу, Роксанна Бенджамин, Линда Бернс и Дэвид Брукнер                                                                                  |
| З/Л/О                   | 5 октября 2012 г.  | Второй медовый месяц                                           | Ти Вест                                                                 | Ти Вест                                                                 | Ти Вест                                                                 | Брэд Миска                 | Брэд Миска, Гэри Бинкоу, Роксана Бенджамин, Питер Фок и Тай Уэст                                                                                          |
| З/Л/О                   | 5 октября 2012 г.  | Вторник 17-го                                                  | Гленн Маккуэйд                                                          | Гленн Маккуэйд                                                          | Гленн Маккуэйд                                                          | Брэд Миска                 | Брэд Миска, Гэри Бинков, Роксанна Бенджамин, Гленн Маккуэйд, Ли Нуссбаум и Алекс Кучив                                                                    |
| З/Л/О                   | 5 октября 2012 г.  | Больная вещь, которая случилась с Эмили, когда она была моложе | Джо Сванберг                                                            | Саймон Барретт                                                          | Саймон Барретт                                                          | Брэд Миска                 | Брэд Миска, Гэри Бинков, Роксанна Бенджамин, Саймон Барретт и Джо Сванберг                                                                                |
| З/Л/О                   | 5 октября 2012 г.  | 31.10.98                                                       | Мэтт Беттинелли-Олпин, Тайлер Джиллетт, Джастин Мартинес и Чад Виллелла | Мэтт Беттинелли-Олпин, Тайлер Джиллетт, Джастин Мартинес и Чад Виллелла | Мэтт Беттинелли-Олпин, Тайлер Джиллетт, Джастин Мартинес и Чад Виллелла | Брэд Миска                 | Брэд Миска, Гэри Бинкоу, Роксанна Бенджамин, Мэтт Беттинелли-Олпин , Тайлер Джиллетт , Джастин Мартинес и Чад Виллелла                                    |
| З/Л/О 2                 | 12 июля 2013 г.    | Лента 49                                                       | Саймон Барретт                                                          | Саймон Барретт                                                          | Саймон Барретт                                                          | Брэд Миска                 | Брэд Миска, Гэри Бинков, Роксанна Бенджамин и Крис Хардинг                                                                                                |
| З/Л/О 2                 | 12 июля 2013 г.    | Фаза I клинических испытаний                                   | Адам Вингард                                                            | Саймон Барретт                                                          | Саймон Барретт                                                          | Брэд Миска                 | Брэд Миска, Гэри Бинков, Роксанна Бенджамин и Крис Хардинг                                                                                                |
| З/Л/О 2                 | 12 июля 2013 г.    | Прогулка в парке                                               | Эдуардо Санчес и Грегг Хейл                                             | Джейми Нэш                                                              | Джейми Нэш                                                              | Брэд Миска                 | Брэд Миска, Гэри Бинкоу, Роксанна Бенджамин, Кайл Д. Кросби и Джейми Нэш                                                                                  |
| З/Л/О 2                 | 12 июля 2013 г.    | Безопасное убежище                                             | Тимо Тьяджанто и Гарт Хью Эванс                                         | Тимо Тьяджанто и Гарт Хью Эванс                                         | Тимо Тьяджанто                                                          | Брэд Миска                 | Брэд Миска, Гэри Бинкоу, Роксана Бенджамин и Кимо Стэнбоэл                                                                                                |
| З/Л/О 2                 | 12 июля 2013 г.    | Пижамная вечеринка Похищение инопланетянами                    | Джейсон Эйзенер                                                         | Джейсон Эйзенер и Джон Дэвис                                            | Джейсон Эйзенер и Джон Дэвис                                            | Брэд Миска                 | Брэд Миска, Гэри Бинкоу, Роксанна Бенджамин и Роберт Коттерилл                                                                                            |
| З/Л/О: Новый вирус      | 21 ноября 2014 г.  | Порочные круги                                                 | Марсель Сармьенто                                                       | TJ Cimfel, Дэвид Уайт и Марсель Сармьенто                               | TJ Cimfel, Дэвид Уайт и Марсель Сармьенто                               | Брэд Миска                 | Брэд Миска, Гэри Бинкоу, Адам Хендрикс и Джон Лэнг |
| З/Л/О: Новый вирус      | 21 ноября 2014 г.  | Данте Великий                                                  | Грегг Бишоп                                                             | Грегг Бишоп                                                             | Грегг Бишоп                                                             | Брэд Миска                 | Брэд Миска, Гэри Бинков, Грегг Бишоп, Дэн Кодилл, Стивен Кодилл и Нильс Онсагер                                                                           |
| З/Л/О: Новый вирус      | 21 ноября 2014 г.  | Параллельные Монстры                                           | Начо Вигалондо                                                          | Начо Вигалондо                                                          | Начо Вигалондо                                                          | Брэд Миска                 | Брэд Миска, Гэри Бинкоу, Нахикари Ипинья |
| З/Л/О: Новый вирус      | 21 ноября 2014 г.  | Bonestorm                                                      | Джастин Бенсон и Аарон Мурхед                                           | Джастин Бенсон                                                          | Джастин Бенсон                                                          | Брэд Миска                 | Брэд Миска, Гэри Бинков, Дэвид Лоусон, Джастин Бенсон, Аарон Мурхед и Тео Брукс                                                                           |
| З/Л/О: Новый вирус      | 21 ноября 2014 г.  | Великолепный Вихрь                                             | Тодд Линкольн                                                           | Тодд Линкольн                                                           | Тодд Линкольн                                                           | Брэд Миска                 | Брэд Миска и Гэри Бинкоу |
| З/Л/О 94                | 6 октября 2021 г.  | Святой Ад                                                      | Дженнифер Ридер                                                         | Дженнифер Ридер                                                         | Дженнифер Ридер                                                         | Брэд Миска и Дэвид Брукнер | Брэд Миска, Гэри Бинкоу, Дэвид Брукнер, Мэтт Беттинелли-Олпин, Тайлер Джиллетт, Чад Виллелла, Джош Голдблум и Паринда Патель                              |
| З/Л/О 94                | 6 октября 2021 г.  | Ливневая канализация                                           | Хлоя Окуно                                                              | Хлоя Окуно                                                              | Хлоя Окуно                                                              | Брэд Миска и Дэвид Брукнер | Брэд Миска, Гэри Бинкоу, Дэвид Брукнер, Мэтт Беттинелли-Олпин, Тайлер Джиллетт, Чад Виллелла, Джош Голдблум и Паринда Патель                              |
| З/Л/О 94                | 6 октября 2021 г.  | Овощной толкульник                                             | Стив Костански                                                          | Хлоя Окуно                                                              | Хлоя Окуно                                                              | Брэд Миска и Дэвид Брукнер | Брэд Миска, Гэри Бинкоу, Дэвид Брукнер, Мэтт Беттинелли-Олпин, Тайлер Джиллетт, Чад Виллелла, Джош Голдблум и Паринда Патель                              |
| З/Л/О 94                | 6 октября 2021 г.  | Пустой след                                                    | Саймон Барретт                                                          | Саймон Барретт                                                          | Саймон Барретт                                                          | Брэд Миска и Дэвид Брукнер | Брэд Миска, Гэри Бинкоу, Дэвид Брукнер, Мэтт Беттинелли-Олпин, Тайлер Джиллетт, Чад Виллелла, Джош Голдблум и Паринда Патель                              |
| З/Л/О 94                | 6 октября 2021 г.  | Тема                                                           | Тимо Тьяджанто                                                          | Тимо Тьяджанто                                                          | Тимо Тьяджанто                                                          | Брэд Миска и Дэвид Брукнер | Брэд Миска, Гэри Бинкоу, Дэвид Брукнер, Мэтт Беттинелли-Олпин, Тайлер Джиллетт, Чад Виллелла, Джош Голдблум и Паринда Патель                              |
| З/Л/О 94                | 6 октября 2021 г.  | Террор                                                         | Райан Праус                                                             | Райан Праус                                                             | Райан Праус                                                             | Брэд Миска и Дэвид Брукнер | Брэд Миска, Гэри Бинкоу, Дэвид Брукнер, Мэтт Беттинелли-Олпин, Тайлер Джиллетт, Чад Виллелла, Джош Голдблум и Паринда Патель                              |
| З/Л/О 99                | 20 октября 2022 г. | Измельчение                                                    | Мэгги Левин                                                             | Мэгги Левин                                                             | Мэгги Левин                                                             | Брэд Миска и Дэвид Брукнер | Брэд Миска, Дэвид Брукнер, Мэтт Беттинелли-Олпин, Тайлер Джиллетт, Чад Виллелла, Джош Голдблум и Джеймс Харрис                                            |
| З/Л/О 99                | 20 октября 2022 г. | Предложение самоубийства                                       | Йоханнес Робертс                                                        | Йоханнес Робертс                                                        | Йоханнес Робертс                                                        | Брэд Миска и Дэвид Брукнер | Брэд Миска, Дэвид Брукнер, Мэтт Беттинелли-Олпин, Тайлер Джиллетт, Чад Виллелла, Джош Голдблум и Джеймс Харрис                                            |
| З/Л/О 99                | 20 октября 2022 г. | Подземелье Оззи                                                | Летающий Лотос                                                          | Зои Купер и Flying Lotus                                                | Зои Купер и Flying Lotus                                                | Брэд Миска и Дэвид Брукнер | Брэд Миска, Дэвид Брукнер, Мэтт Беттинелли-Олпин, Тайлер Джиллетт, Чад Виллелла, Джош Голдблум и Джеймс Харрис                                            |
| З/Л/О 99                | 20 октября 2022 г. | Зеваки                                                         | Тайлер Макинтайр                                                        | Тайлер Макинтайр                                                        | Тайлер Макинтайр                                                        | Брэд Миска и Дэвид Брукнер | Брэд Миска, Дэвид Брукнер, Мэтт Беттинелли-Олпин, Тайлер Джиллетт, Чад Виллелла, Джош Голдблум, Джеймс Харрис и Джон Негропонтес                          |
| З/Л/О 99                | 20 октября 2022 г. | В ад и обратно                                                 | Ванесса Винтер и Джозеф Винтер                                          | Ванесса Винтер и Джозеф Винтер                                          | Ванесса Винтер и Джозеф Винтер                                          | Брэд Миска и Дэвид Брукнер | Брэд Миска, Дэвид Брукнер, Мэтт Беттинелли-Олпин, Тайлер Джиллетт, Чад Виллелла, Джош Голдблум, Джеймс Харрис, Джаред Кук, Джозеф Винтер и Ванесса Винтер |
| З/Л/О 85                | 6 октября 2023 г.  | Полная копия                                                   | Дэвид Брукнер                                                           | Эван Диксон                                                             | Эван Диксон                                                             | Брэд Миска и Дэвид Брукнер | Брэд Миска, Джош Голдблум, Дэвид Брукнер, Чад Виллелла, Мэтт Беттинелли-Олпин, Тайлер Джиллетт и Джеймс Харрис                                            |
| З/Л/О 85                | 6 октября 2023 г.  | Нет следа                                                      | Майк П. Нельсон                                                         | Майк П. Нельсон                                                         | Майк П. Нельсон                                                         | Брэд Миска и Дэвид Брукнер | Брэд Миска, Джош Голдблум, Дэвид Брукнер, Чад Виллелла, Мэтт Беттинелли-Олпин, Тайлер Джиллетт и Джеймс Харрис                                            |
| З/Л/О 85                | 6 октября 2023 г.  | Бог Смерти                                                     | Джиджи Сауль Герреро                                                    | Джиджи Сауль Герреро                                                    | Джиджи Сауль Герреро                                                    | Брэд Миска и Дэвид Брукнер | Брэд Миска, Джош Голдблум, Дэвид Брукнер, Чад Виллелла, Мэтт Беттинелли-Олпин, Тайлер Джиллетт и Джеймс Харрис                                            |
| З/Л/О 85                | 6 октября 2023 г.  | ТКНОГД                                                         | Наташа Кермани                                                          | Зои Купер                                                               | Зои Купер                                                               | Брэд Миска и Дэвид Брукнер | Брэд Миска, Джош Голдблум, Дэвид Брукнер, Чад Виллелла, Мэтт Беттинелли-Олпин, Тайлер Джиллетт и Джеймс Харрис                                            |
| З/Л/О 85                | 6 октября 2023 г.  | Амброзия                                                       | Майк П. Нельсон                                                         | Майк П. Нельсон                                                         | Майк П. Нельсон                                                         | Брэд Миска и Дэвид Брукнер | Брэд Миска, Джош Голдблум, Дэвид Брукнер, Чад Виллелла, Мэтт Беттинелли-Олпин, Тайлер Джиллетт и Джеймс Харрис                                            |
| З/Л/О 85                | 6 октября 2023 г.  | Убийца Мечты                                                   | Скотт Дерриксон                                                         | Скотт Дерриксон и К. Роберт Каргилл                                     | Скотт Дерриксон и К. Роберт Каргилл                                     | Брэд Миска и Дэвид Брукнер | Брэд Миска, Джош Голдблум, Дэвид Брукнер, Чад Виллелла, Мэтт Беттинелли-Олпин, Тайлер Джиллетт и Джеймс Харрис                                            |
| З/Л/О: Вне предела      | 4 октября 2024 г.  | Специальная презентация                                        | Джей Чил                                                                | Джей Чил                                                                | Джей Чил                                                                | Брэд Миска                 | Брэд Миска, Джош Голдблум, Джеймс Харрис и Майкл Шрайбер                                                                                                  |
| З/Л/О: Вне предела      | 4 октября 2024 г.  | Аист                                                           | Джордан Дауни                                                           | Джордан Дауни и Кевин Стюарт                                            | Джордан Дауни и Кевин Стюарт                                            | Брэд Миска                 | Брэд Миска, Джош Голдблум, Джеймс Харрис и Майкл Шрайбер                                                                                                  |
| З/Л/О: Вне предела      | 4 октября 2024 г.  | Девушка мечты                                                  | Вират Пал                                                               | Вират Пал и Эван Диксон                                                 | Вират Пал и Эван Диксон                                                 | Брэд Миска                 | Брэд Миска, Джош Голдблум, Джеймс Харрис и Майкл Шрайбер                                                                                                  |
| З/Л/О: Вне предела      | 4 октября 2024 г.  | Живи и дай нырнуть                                             | Джастин Мартинес                                                        | Джастин Мартинес и Бен Тернер                                           | Бен Тернер                                                              | Брэд Миска                 | Брэд Миска, Джош Голдблум, Джеймс Харрис и Майкл Шрайбер                                                                                                  |
| З/Л/О: Вне предела      | 4 октября 2024 г.  | Пушистые малыши                                                | Кристиан Лонг и Джастин Лонг                                            | Кристиан Лонг и Джастин Лонг                                            | Кристиан Лонг и Джастин Лонг                                            | Брэд Миска                 | Брэд Миска, Джош Голдблум, Джеймс Харрис и Майкл Шрайбер                                                                                                  |
| З/Л/О: Вне предела      | 4 октября 2024 г.  | Безбилетник                                                    | Кейт Сигел                                                              | Майк Фланаган                                                           | Майк Фланаган                                                           | Брэд Миска                 | Брэд Миска, Джош Голдблум, Джеймс Харрис и Майкл Шрайбер                                                                                                  |
| Спин-офф фильмы         |                    |                                                                |                                                                         |                                                                         |                                                                         |                            | |
| Сирена                  | 2 декабря 2016 г.  | —                                                              | Грегг Бишоп                                                             | Бен Коллинз и Люк Пиотровски                                            | Бен Коллинз и Люк Пиотровски                                            | —                          | Брэд Миска, Гэри Бинков и Джуд С. Уолко |
| Детки против пришельцев | 20 января 2023 г.  | —                                                              | Джейсон Эйзенер                                                         | Джон Дэвис и Джейсон Эйзенер                                            | Джон Дэвис и Джейсон Эйзенер                                            | —                          | Брэд Миска, Роб Коттерилл , Джош Голдблум, Джейсон Леванджи и Марк Тетро                                                                                  |

### Основная серия

#### З/Л/О (2012)
Группа преступников записывает свои преступления и соглашается на найм, в котором их просят проникнуть в дом, чтобы забрать определенную видеокассету VHS. Когда они начинают поиски, они обнаруживают, что владелец дома, пожилой мужчина, умер во время просмотра серии кассет на своих телевизорах, сложенных друг на друга. Пока они продолжают искать запрошенное видео, каждая кассета содержит последовательность ужасов, записанную домашней видеокамерой. Эти записи включают в себя: группу друзей, которые планируют встретиться с несколькими женщинами в клубе, но подвергаются жестокому нападению со стороны смертоносной сирены; отдыхающую молодую пару и смертельное ограбление их гостиничного номера; группу друзей, которые отправляются в поездку, чтобы посетить уединённое место в лесу, и сталкиваются с неопознанным убийственным существом, которое появляется в виде ошибок слежения на их камере; видеочат, в котором молодая женщина связывается со своим парнем-студентом по поводу взволнованной шишки на её руке, которая, как выясняется, является результатом следящего устройства, помещённого в неё инопланетянами, которые проводят эксперименты над ничего не подозревающими людьми; и группа молодых людей, которые идут на вечеринку в ночь Хэллоуина, но приходят не в тот дом, и им приходится сталкиваться с паранормальными явлениями , полтергейстами и экзорцизмом, который совершает над женщиной секта.
Все это время воры не знают, что один за другим они начинают необъяснимо исчезать после просмотра каждой записи. Тем временем покойный домовладелец начинает оживать и начинает атаку на оставшихся в живых. 

#### З/Л/О 2 (2013)
Мать нанимает частного детектива по имени Ларри и его девушку Айешу, чтобы найти её сына-студента по имени Кевин, который необъяснимым образом пропал. Когда пара врывается в его общежитие, они обнаруживают стопку видеокассет VHS в его комнате, а также ноутбук, на котором идёт запись. После просмотра клипа с записью Кевина на своем компьютере, где он обсуждает странную природу этих записей и их влияние на зрителя, Айеше поручают просмотреть записанные видео, пока Ларри продолжает обыскивать дом в поисках дополнительных улик. Каждая запись включает в себя последовательность ужасов, в том числе: мужчина, который получает прототип глазного имплантата от своего врача, и ему говорят, что у него могут возникнуть некоторые сбои, только чтобы испытать различные встречи с призраками; поездка велосипедиста через лесной государственный парк, который натыкается на окровавленную и больную пару, которая оживает после смерти только для того, чтобы напасть на всех вокруг, превращая их в зомби ; съёмочная группа, которая посещает индонезийский культ, чтобы заснять его таинственные ритуалы, и оказывается в центре массового самоубийства , в то время как демон прибывает, чтобы править его поклонниками; и группа друзей, которые снимают свою пижамную вечеринку, только чтобы подвергнуться нападению нескольких инопланетян , которые пытаются похитить молодых мальчиков .
Когда Айеша смотрит видео, подборку кассет, которые впервые были обнаружены ворами в заброшенном доме, она впадает в гипноз, прежде чем заболеть мигренью . Когда у неё начинает идти кровь из носа, Ларри лихорадочно ищет лекарства в доме. Когда он возвращается, чтобы помочь ей, она умирает. Ещё одна кассета остаётся с инструкцией «смотреть», написанной на ней. Когда Ларри нажимает кнопку воспроизведения на кассете, домашнее видео Кевина и его матери передаёт, что они хотят внести свой собственный вклад в серию видео. Из тени появляется фигура, показывающая, что исчезновение Кевина кроется не только в этом. 

#### З/Л/О: Новый вирус (2014)
Любительский видеооператор по имени Кевин постоянно снимает события своей жизни, включая кадры своей девушки по имени Айрис. Хотя она польщена его ободряющими комплиментами и его желанием все документировать, в конце концов её начинает беспокоить его навязчивое поведение. Когда пара начинает спорить, в новостях показывают, что полицейская погоня с участием грузовика с мороженым вот-вот проедет мимо их квартиры. Кевин спешит на улицу, чтобы сделать несколько кадров, надеясь создать вирусное видео в Интернете, но пропускает погоню на машине. Айрис выходит на улицу и выходит на дорогу в состоянии транса, прежде чем необъяснимым образом исчезнуть. Кевин решает преследовать грузовик с мороженым, после того как тревожные изображения и видеоклипы паникующей Айрис, полученные на его мобильный телефон, побуждают его сделать это. По мере того, как его преследование продолжается, на телефоны разных людей загружаются другие видео и изображения, из-за чего они становятся безумными и жестокими по своей природе. Раскрывается серия видеозаписей, ответственных за хаос. Первое видео, перемежающееся с документальным расследованием, подробно описывающим быструю известность Данте Великого до его исчезновения, показывает, что маг прославился с помощью плаща, который когда-то принадлежал Гарри Гудини , который питается от языческих жертвоприношений невинных жизней демонической сущности. Во втором видеоклипе человек по имени Альфонсо разрабатывает устройство, которое открывает портал в параллельное измерение, и меняется местами со своей точной копией, чтобы задокументировать новую реальность, только чтобы с ужасом обнаружить, что основная религия - это сатанизм, а люди, которые там живут, имеют клыкастые демонические лица вместо своих гениталий. Последнее видео подробно описывает группу молодых начинающих скейтбордистов , которых уговаривает отправиться в Тихуану, чтобы снять больше трюков, режиссёр, который намеревается снять фильм. Когда группа сталкивается с культом в Мексике, их преследуют ритуалисты, чудовищные существа, скелеты и демоническая сущность.
Пока Кевин и полиция продолжают преследовать грузовик, зеваки пытаются заснять погоню, но становятся жертвами гипноза, вызванного видео, которые появляются на их мобильных устройствах, и оперной музыкой, которая начинает играть. После просмотра этих изображений и впадения в ошеломлённое состояние их носы начинают кровоточить, и они совершают насильственные действия. Когда он наконец находит заброшенный грузовик с мороженым, его встречают несколько сложенных друг на друга телевизоров, которые показывают живое видео Айрис, инструктирующей его нажать кнопку с надписью «Загрузить», где все видео с видеокассет VHS, первоначально обнаруженных какими-то мелкими ворами в заброшенном доме, будут отправлены в интернет. Хотя он изначально отказывается, ссылаясь на тревожные действия тех, кто их смотрит, Айрис начинает калечить себя, настаивая на том, чтобы он выполнил просьбу. Решив спасти её жизнь, Кевин загружает видео только ради видео своей девушки, продолжающей издеваться над ним. Выполнив желания неизвестной угрозы из предыдущих двух фильмов, он выходит из грузовика и обнаруживает, что Айрис лежит на нем и уже некоторое время мертва. Вытащив телефон изо рта, его нос начинает кровоточить после просмотра экрана, на котором отображаются различные видео. Теперь, когда мир стал жертвой просмотра этих клипов, тысячи людей совершают ужасные преступления, подразумевая, что вся надежда потеряна. 

#### З/Л/О 94 (2021)
На складе, где происходила деятельность культистов, группа спецназа совершает налёт на здание в поисках наркотиков и виновника массовых самоубийств его последователей. Они обнаруживают похожие на тюрьму камеры со стопками телевизоров, проигрывающих тревожные фрагменты, взятые из нескольких видеокассет VHS. Когда команда обыскивает каждую комнату, начинают воспроизводиться ужасающие видео, в том числе: новостной репортаж с подробным описанием криптида из городской легенды, известного как «Крысочеловек», который живёт в канализации, только чтобы подвергнуться нападению со стороны обитающих в канализации людей, которые поклоняются гуманоиду и приводят к нему новостную группу для жертвоприношения; запись церемонии поминок , которая проводится для человека, совершившего самоубийство, только для того, чтобы его тело ожило и напало на работника мемориала во время сильного шторма; индонезийский сумасшедший учёный, который проводит эксперименты на невольных субъектах с намерением создать гибридную расу механико-человеческих существ , которые будут служить его войсками под его командованием, путём промывания им мозгов, только для того, чтобы один из его экспериментов включил его другие творения, пока полиция расследует лабораторию; и внутренняя террористическая группа, которая верит, что избавит Америку от её греха, использует вампира для его крови, которая взрывается на солнце, с планами снести правительственное здание, только для того, чтобы монстр вырвался на свободу и напал на каждого из них. Один из членов команды на видео оказывается частью группы SWAT, совершающей налёт на здание, которая помогла доставить оружие террористам.
Двое оставшихся членов отряда SWAT связывают его и отчитывают за поставку оружия экстремистской группировке. Одна из женщин спрашивает, что с ним делать, в то время как другие женщины из лагеря объясняют, что они создают снафф-видео жестокого обращения с животными, каннибализма, шокирующих актов насилия и других ужасающих фрагментов. 

#### З/Л/О 99 (2022)
R.A.C.K. — сокращённое название участников группы Рейчел, Анкура, Криса и Калеба — это панк-рок группа, которая любит устраивать розыгрыши и регулярно записывает свои выходки на веб-шоу для своих поклонников. Для своего последнего видео группа решает проникнуть в Colony Underground, бывшее музыкальное заведение, которое сгорело три года назад в результате смертельного электрического пожара, в результате которого погибли четыре участника начинающей панк-группы Bitch Cat. Затем лента переходит к демо-ролику, на котором Bitch Cat исполняют одну из своих песен, а у участников группы берут интервью об их жизни и мотивах создания группы.
Возвращаясь к основной ленте, R.A.C.K. входят в осуждённое место. Пока квартет исследует место, неохотно идущий Анкур предупреждает Рейчел о своём страхе перед бхутами, слышав рассказы о том, что они убивают и овладевают любым человеком, который насмехается над ними или нарушает место их смерти, и приносит специи, чтобы отпугнуть их. Когда группа выходит на сцену заведения, чтобы выступить там, они обманывают Анкура (уже неоднократно разыгрывая его), заставляя поверить в то, что они одержимы. Анкур убегает и заявляет, что надеется, что бхуты их поймают.
Трое оставшихся членов R.A.C.K. приносят надувные секс-куклы, наполненные желатином, и начинают топтать их, безвкусно изображая давку, в которой погибла Bitch Cat. Внезапно призрачный голос приказывает троице убраться со сцены, как раз перед тем, как Калеб взлетает в воздух. Пока окровавленные останки Калеба падают сверху, Рейчел и Крис пытаются спастись бегством. Bitch Cat, появившись в образе злобной и зомбированной бхуты, захватывает камеру группы и снимает, как они расчленяют и обезглавливают членов R.A.C.K. Плёнка обрывается, и на ней видны ожившие и грубо соединённые останки R.A.C.K, теперь одержимые Bitch Cat, исполняющие на сцене одну из старых песен группы.

#### З/Л/О 85 (2023)
Семь друзей — Роб, человек, записывающий этот отрывок; Анна, сестра Роба; Джаред, парень Анны; Дрю; Робин; Кевин; и Келли – едут на фургоне в лагерь на озере. Игнорируя знаки, предостерегающие посетителей от купания, Роб, Дрю, Робин, Кевин и Келли входят в воду на лодке, а Анна и Джаред остаются. Катаясь на водных лыжах, они были застрелены на берегу невидимым снайпером. Спустя несколько мгновений Роб, Дрю, Робин и Келли приходят в сознание, несмотря на смертельные травмы. Вернувшись на берег, они обнаруживают, что на их фургоне кровью нарисована римская цифра семь; они также находят Анну и Джареда мёртвыми. Выжившие приходят к выводу, что вода в озере обладает способностью возвращать мёртвых к жизни, и поскольку они были единственными в группе, кто заходил в воду, воскресли только они. Когда сегмент заканчивается, они решают отомстить нападавшим.

#### За гранью З/Л/А (2024)
Заключительный сегмент фильма представлен в форме документального фильма, включающего интервью с экспертами, которые обсуждают историю дома, в котором произошли паранормальные и внеземные явления. Владелец дома был сыном китайских иммигрантов, у которых внезапно начали происходить странные вещи. Затем он начал снимать их на различные камеры. После заключительного сегмента показывают кадры спящего в постели мужчины, в то время как инопланетянин входит в его спальню, извлекает из его тела то, что похоже на яйца, а затем берет камеру и засовывает ее ему в глотку.

#### З/Л/О/8 (2025)
В октябре 2024 года на New York Comic Con было объявлено, что восьмая часть франшизы находится в разработке, названная просто З/Л/О/8, выход которой запланирован на 2025 год. 

### Спин-офф фильмы

#### Сирена (2016)
Джона и его друзья жениха планируют бурную ночь развратных клубных мероприятий для его мальчишника за неделю до дня его свадьбы . Организованная его безответственным братом Маком и их лучшими друзьями, группа оказывается в захудалом, ничем не примечательном стрип-клубе . Обнаружив, что Джона недоволен, Мак слышит о подпольном борделе . Убедив брата пойти, группа едет всю ночь напролёт. Прибыв на место, они все нервничают из-за событий внутри здания и его посетителей. Как раз когда они собираются уходить, владелец приветствует их и обещает им ночь, которую они никогда не забудут, предоставляя каждому из них свою собственную комнату. Поскольку Джона не хочет никаких сексуальных контактов, ему дают комнату с таинственной танцовщицей по имени Лилит, закованной в цепи и за стеклом. Разговаривая с ней, он убеждается, что она рабыня -работница секс-индустрии, и решает вызволить её из заведения. Вместе со своим братом и друзьями они избегают преследований службы безопасности и освобождают женщину.
Когда они уезжают, они начинают понимать, что Лилит не та робкая и хрупкая женщина, какой она казалась, а ужасающее существо из легенды, известное как суккуб, которое не остановится ни перед чем, чтобы заполучить свою добычу и завладеть Ионой. 

#### Детки против пришельцев (2022)
В поисках места для вечеринки в честь Хэллоуина подростки Билли, Даллас и Триш издеваются над юными друзьями Гэри, Джеком и Майлзом, пока дети снимают домашний фэнтезийный фильм со старшей сестрой Гэри Самантой в сарае. Билли перестаёт приставать к мальчикам только тогда, когда он, по-видимому, проявляет интерес к Сэму, который влюбляется в Билли. Гэри ломает руку во время записи сцены борьбы для фильма. Из-за того, что Гэри получил травму во время её наблюдения, богатые родители дуэта задержали Сэма, прежде чем оставить братьев и сестёр одних дома в фильме, чтобы она могла начать искать более взрослый образ, который мог бы произвести впечатление на Билли.
Билли снова преследует троих друзей, когда приходит навестить Сэма. Тайно ухаживая за ней, чтобы использовать дом для своей вечеринки, Билли делает вид, что ценит интересы Сэма к фигуркам и борьбе. Сэм и Билли начинают целоваться на её кровати, но их прерывают мальчики, когда они ворвались, чтобы преследовать Билли. Затем мальчиков прерывает громкий шум и свет снаружи, что Сэм считает ещё одной шуткой Гэри. Сэм называет её брата неудачником и говорит ему «повзрослеть». Билли убеждает Сэма устроить вечеринку в честь Хэллоуина, пока её родители в отъезде, утверждая, что хочет показать её своей новой девушкой. Пока Гэри, Джек и Майлз тайно шпионят за праздником с помощью камеры дрона, Билли и его друзья намеренно громят дом. Сэм пытается выгнать неуважительных тусовщиков, из-за чего Билли начинает ей угрожать физически.

## Телевидение
| Заголовок     | Дата выхода в США  | Эпизод            | Директор(а)                  | Сценарист(ы)                 | Производитель(и)               | Исполнительные продюсеры                                    |
| ------------- | ------------------ | ----------------- | ---------------------------- | ---------------------------- | ------------------------------ | ----------------------------------------------------------- |
| З/Л/О: Сериал | 28 октября 2018 г. | Бродячая собака   | Л. Густаво Купер             | Бен Пауэлл                   | Дэвид Лоусон-младший.          | Майкл Шрайбер, Адам Бурстин, Анджули Хайндс и Грант Десимон |
| З/Л/О: Сериал | 29 октября 2018 г. | Окно заднего вида | Л. Густаво Купер             | Бен Пауэлл                   | Дэвид Лоусон-младший.          | Майкл Шрайбер, Адам Бурстин, Анджули Хайндс и Грант Десимон |
| З/Л/О: Сериал | 30 октября 2018 г. | Гнездо            | Бен Франклин и Энтони Мелтон | Бен Франклин и Энтони Мелтон | Бен Франклин и Энтони Мелтон   | Майкл Шрайбер, Адам Бурстин, Анджули Хайндс и Грант Десимон |
| З/Л/О: Сериал | 31 октября 2018 г. | Первый поцелуй    | Эмили Хейгинс                | Эмили Хейгинс                | Бен Хэнкс и Джон Майкл Симпсон | Майкл Шрайбер, Адам Бурстин, Анджули Хайндс и Грант Десимон |

Мини-сериал в социальных сетях, распространяемый эксклюзивно для Snapchat под названием З/Л/О: Сериал, был выпущен 28 октября 2018 года. Каждый эпизод представлял собой отдельный сегмент, аналогичный видеороликам, показанным в фильмах.

## Приём

### Кассовые сборы
| Фильм                   | Кассовые сборы   | Кассовые сборы    | Кассовые сборы | Бюджет     | Ссылка. |
| Фильм                   | Северная Америка | Другие территории | Во всем мире   | Бюджет     | Ссылка. |
| ----------------------- | ---------------- | ----------------- | -------------- | ---------- | ------- |
| З/Л/О                   | $100 345         | $1 843 942        | $1 944 287     | $242 000   | [ 39 ]  |
| З/Л/О 2                 | $21 833          | $783 741          | $805 574       | $350 000   | [ 5 ]   |
| З/Л/О: Новый вирус      | $82 409          | $263 906          | $346 315       | $300 000   | [ 40 ]  |
| Сирена                  | —                | —                 | —              | $400 000   | [ 41 ]  |
| З/Л/О 94                | —                | —                 | —              | $500 000   | [ 42 ]  |
| З/Л/О 99                | $165 623         | $220 204          | $385 827       | $500 000   | [ 43 ]  |
| Детки против пришельцев | —                | —                 | —              | $400 000   | [ 44 ]  |
| З/Л/О 85                | —                | —                 | —              | $550 000   | [ 45 ]  |
| З/Л/О: Вне предела      | —                | —                 | —              | $600 000   | [ 46 ]  |
| Итого                   | $730 207         | $3 111 793        | $3 482 003     | $3 842 000 |         |

### Критический и общественный резонанс
| Фильм                   | Rotten Tomatoes   | Metacritic          |
| ----------------------- | ----------------- | ------------------- |
| З/Л/О                   | 56% (108 отзывов) | 54/100 (22 отзыва)  |
| З/Л/О 2                 | 71% (69 отзывов)  | 49/100 (21 отзыв)   |
| З/Л/О: Новый уровень    | 34% (32 отзыва)   | 38/100 (12 отзывов) |
| Сирена                  | 65% (20 отзывов)  | 54/100 (9 отзывов)  |
| З/Л/О: Сериал           | —                 | —                   |
| З/Л/О 94                | 90% (69 отзывов)  | 63/100 (9 отзывов)  |
| З/Л/О 99                | 76% (54 отзыва)   | 58/100 (12 отзывов) |
| Детки против пришельцев | 58% (40 отзывов)  | 51/100 (8 отзывов)  |
| З/Л/О 85                | 74% (53 отзыва)   | 53/100 (5 отзывов)  |
| З/Л/О: Вне предела      | 90% (50 отзывов)  | 65/100 (8 отзывов)  |